# 78578 Донпетті
78578 Донпетті  (78578 Donpettit) — астероїд головного поясу, відкритий 14 вересня 2002 року.
Тіссеранів параметр щодо Юпітера — 3,423.